# Gay Liberation Front

Członkowie GLF na demonstracji na rzecz praw LGBT w Londynie, 1 lipca 1972

Gay Liberation Front (GLF) to nazwa licznych grup ruchu Gay Liberation, z których pierwsze powstały w Nowym Jorku w 1969 roku, bezpośrednio po zamieszkach Stonewall, w których doszło do starć homoseksualnych manifestantów z policją nowojorską.

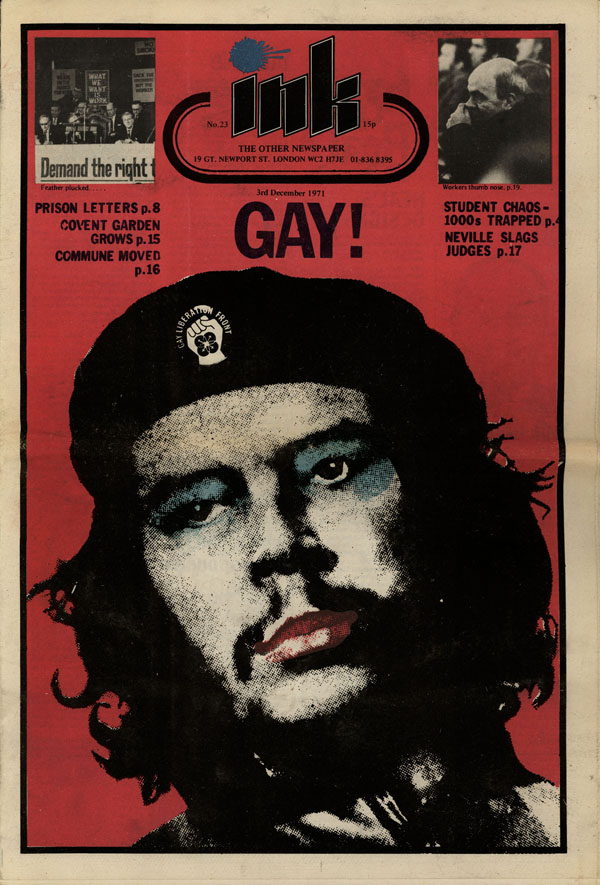
Rok 1971: okładka magazynu "Ink" związanego z brytyjskim GLF

Aktywność GLF wypłynęła na fali przemian społecznych związanych z wyzwoleniem seksualnym przełomu lat 60. i 70. XX w. w poczuciu dyskryminowania LGBT przez obyczajowość i prawo heteronormatywne. Ruch wzorowany na powstałych wcześniej emancypacyjnych organizacjach murzyńskich, od których przejął metody walki społecznej, w szczególności posługiwanie się pozwami sądowymi. Działania ruchu GLF były skierowane również przeciwko innym nierównościom społecznym, takim jak militaryzm, rasizm i seksizm. W roku 1970 GFL określał się hasłem "Przeciwko przyzwoleniu na arbitralne normy, ku otwartemu społeczeństwu, w którym każdy z nas może wybrać swoją drogę życia" (ang. Against conformity to arbitrary standards, for an open society in which each of us may choose his own way of life). W szczytowym okresie rozwoju GFL liczył 80 niezależnych oddziałów w USA i na świecie. Z powodu wewnętrznych rywalizacji GLF oficjalnie zakończył swoją działalność w 1972 roku.

## Literatura przedmiotowa
- William J. Canfield: We Raise our Voices. [w:] Gay & Lesbian Pride & Politics [on-line]. [dostęp 2010-07-06]. [zarchiwizowane z tego adresu (2010-07-05)].
- N. A. Diaman: Gay Liberation Front. [w:] Gay & Lesbian Pride & Politics [on-line]. 1995. [dostęp 2010-07-06].
- Terence Kissack: Freaking Fag Revolutionaries: New York’s Gay Liberation Front. Radical History Review 62, 1995. Brak numerów stron w książce
- Lisa Power: No Bath But Plenty of Bubbles: An Oral History of the Gay Liberation Front 1970-7. Cassell, 1995. ISBN 0-304-33205-4. Brak numerów stron w książce
- Aubrey Walter: Come Together: The Years of Gay Liberation (1970-73). Gay Men's Press, 1980. ISBN 0-907040-04-7. Brak numerów stron w książce
- Lionel Wright: The Stonewall Riots – 1969. Socialism Today #40, July 1999. Brak numerów stron w książce